# Gibbon de Cao-Vit
Nomascus concolor nasutus, Nomascus nasutus
Sous-espèce
Synonymes
- Nomascus nasutus Kunkel d'Herculais, 1884

Statut de conservation UICN

 CR A2acd; C2a(i); D : 
En danger critique
Le Gibbon de Cao-Vit est un primate de la famille des hylobatidés. En fonction des auteurs, il est considéré soit comme une espèce à part entière (Nomascus nasutus), soit comme une sous-espèce du Gibbon noir (Nomascus concolor nasutus).

## Répartition et population
Cette espèce est présente au sud-est de la Chine et au nord-est du Vietnam. En 2015, on estimait que la population était de 45 à 47 individus matures, en déclin continu. 

## Menaces et conservation
Entre les années 1960 et les années 2000, aucune observation confirmée du gibbon de Cao-Vit n'a été faite et on pensait qu'il était peut-être éteint. En 2002, une petite population a été redécouverte par deux biologistes de FFI (La Quang Trung et Trinh Dinh Hoang) dans le district de Trùng Khánh, province de Cao Bằng, au nord-est du Vietnam. En 2005, on estimait que cette population comprenait environ 35-37 individus, et qu'une dizaine d'entre eux se trouvaient encore juste de l'autre côté de la frontière, dans le comté de Jingxi, Guangxi, en Chine. On pensait qu'elle était éteinte en Chine avant que l'espèce ne soit redécouverte par les membres de Kadoorie Conservation China. Le gibbon de Cao-Vit a été inclus en 2002 puis en 2008, 2010 et 2012 dans la liste des 25 espèces de primates les plus menacées au monde.